# Куцов Сергій Михайлович
Куцов Сергій Михайлович (кирг. Сергей Куцов, нар. 23 квітня 1977) — киргизький футболіст, що грав на позиції півзахисника за  «Алга» (Бішкек), низку казахстанських клубних команд, а також за національну збірну Киргизстану.

## Клубна кар'єра
У дорослому футболі дебютував 1993 року виступами за команду «Алга» (Бішкек). Захищав її кольори сім років, протягом яких команда грала також під назвами «Алга-ПВО» і СКА-ПВО. Був основним гравцем і одним із її головних бомбардирів.
1999 року перебрався до першості Казахстану, приднавшись до клубу «ЦСКА-Кайрат». Виступав у сусідній країні до завершення кар'єри, встигнувши пограти за «Кайрат», «Жетису», «Кайсар», «Восток» та «Атирау».  Тренерським штабом нового клубу також розглядався як гравець «основи».
Завершував ігрову кар'єру у «Спартаці» (Семей), за який виступав протягом 2014—2015 років.

## Виступи за збірну
1996 року дебютував в офіційних матчах у складі національної збірної Киргизстану.
Загалом протягом кар'єри в національній команді, яка тривала шість років, провів у її формі 16 матчів, забивши 3 голи.